# Polypogon (насекомые)
Polypogon  (лат.) — род чешуекрылых подсемейства совок-пядениц.

## Описание
Усики самцов могут быть реснитчато опушенными, двусторонее гребенчатыми или с пучками волосков. Щупики длинные, их длина в четыре или пять раз превышает диаметр глаза. Второй членик щупиков прямой. У самца с утолщением/ На передних крыльях R3+4 и R5 выходят из одной точки добавочной ячейки, R2 отдельная.

## Систематика
В составе рода:
- Polypogon carpathica Norman, 1894
- Polypogon gronblomi Nessl. 1930
- Polypogon gryphalis Herrich-Schäffer, 1851
- Polypogon kontzeii Dioszeghy, 1935
- Polypogon meixneri Wagner, 1906
- Polypogon modestalis Heyden, 1860
- Polypogon romana Draudt, 1936
- Polypogon romaniszyni Kaucki, 1924
- Polypogon squalidalis Dannehl, 1926
- Polypogon tentaculalis Denis & Schiffermüller, 1775
- Polypogon tentacularia Linnaeus, 1758
- Polypogon tentacularis Linnaeus, 1761

## Распространение
Представители рода встречаются Евразии и островах Зондского архипелага, Африке (Марокко и ЮАР), Северной Америке, Южной Америке (Суринам).